# Motauto
Motauto is een historisch merk van motorfietsen.
Deze Italiaanse machine werd in 1955 gepresenteerd door Vittorio Monaco uit Sesto Calende. De Motauto deed zijn naam eer aan, want hij was van een carrosserie voorzien die de vorm van een torpedo had. De chauffeur zat er ook in als in een kleine auto. Er zat een 125cc-tweetaktmotor in die het achterwiel via een ketting aandreef. Het is niet bekend of er na het prototype ook nog seriemodellen zijn gemaakt.